# 尖齿雀麦
尖齿雀麦（学名：Bromus oxyodon）为禾本科雀麦属下的一个种。

## 扩展阅读
維基物種上的相關：尖齿雀麦